# Quân Bắc Dương

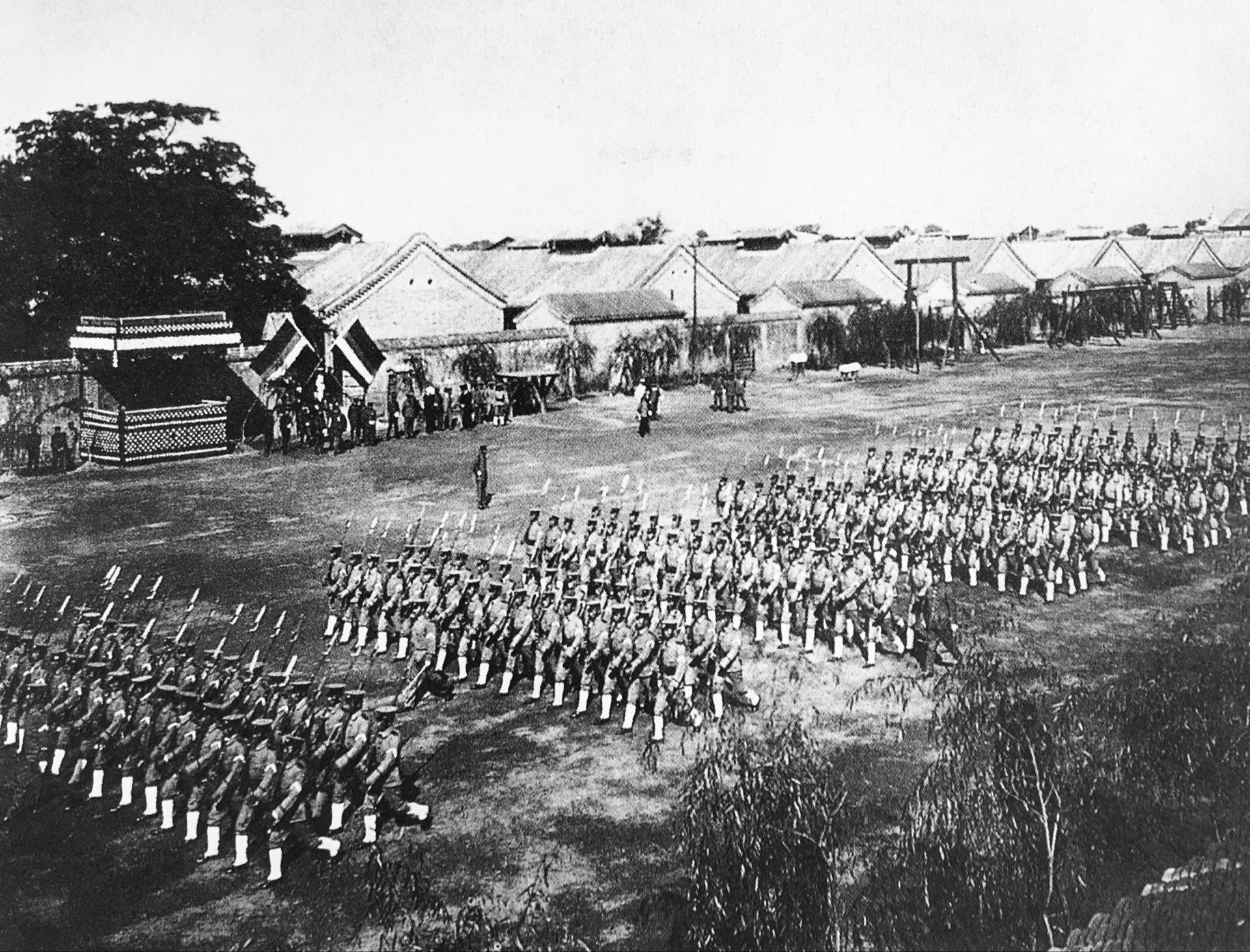
Tân quân Bắc Dương đang huấn luyện

Quân Bắc Dương (Tiếng Trung: 北洋軍; Bính âm: Běiyáng-jūn) là lực lượng quân sự kiểu phương Tây do triều đình nhà Thanh thành lập vào cuối thế kỉ 19. Đây là lực lượng cốt lõi trong chương trình cải tổ quân đội của nhà Thanh. Quân Bắc Dương đã đóng một vai trò quan trọng trong nền chính trị Trung Quốc suốt khoảng 3 thập kỉ cuối thế kỷ 19 và đầu thế kỷ 20. Nó tạo điều kiện cho cuộc Cách mạng Tân Hợi năm 1911 thành công và tạo ra tình trạng cát cứ ở Trung Quốc bởi các quân phiệt Bắc Dương.

## Hình thành
Chế độ Bát Kỳ là một thành tố quan trọng giúp nhà Thanh chiếm được Trung Nguyên và cai trị Trung Quốc trong hơn 200 năm. Tuy nhiên, vào thời Thanh mạt, sự suy thoái và lỗi thời của chế độ quân sự Bát Kỳ Lục Doanh dẫn đến những thể hiện kém trước những đội quân địa phương được tổ chức tốt hơn theo kiểu phương Tây như Tương quân của Tăng Quốc Phiên, Sở quân của Tả Tông Đường, Hoài quân của Lý Hồng Chương và đạo quân đánh thuê nước ngoài Thường Thắng quân trong cuộc chiến với Thái Bình Thiên Quốc.
Trong số các đội quân địa phương đó, Hoài quân dưới quyền Lý Hồng Chương được xem là có thực lực nhất. Lý đã dùng hầu hết các khoản thuế thu được, gồm cả thuế hải quan, của các tỉnh mà Lý làm Tổng đốc, để dùng vào việc huấn luyện và trang bị hiện đại cho Hoài quân.
Trước tình hình đó, triều đình nhà Thanh đã quyết định cải tổ quân đội, tổ chức thêm một đội quân kiểu mới, được huấn luyện theo kiểu phương Tây gọi là Tân quân (Lục quân) và Hạm đội (Hải quân). Tháng 5 năm 1875, Lý Hồng Chương được bổ nhiệm làm Bắc Dương Đại thần kiêm Bắc Dương Thủy sư, phụ trách việc hiện đại hóa lực lượng Tân quân và Hải quân các tỉnh ven biển phía Bắc Trung Quốc. Ban đầu, thuật ngữ "Bắc Dương quân" bắt đầu được dùng để chỉ các đội quân chính quy (cả Lục quân lẫn Hải quân) do Lý xây dựng.
Sau thảm bại của Bắc Dương quân trong Chiến tranh Giáp Ngọ, nhà Thanh đã cho thành lập 10 doanh Định Vũ quân tại Thiên Tân, huấn luyện hoàn toàn theo phương pháp của Tây phương. Định Vũ quân được phân chia thành Bộ binh 3.000 người, Pháo binh 1.000 người, Kỵ binh 250 người, Công binh 500 người; tổng cộng 4.700 binh sĩ. Một võ quan Hoài quân là Viên Thế Khải được bổ nhiệm làm chỉ huy Định Vũ quân. Viên cải xưng Định Vũ quân thành Tân kiến lục quân. Tân kiến lục quân phỏng theo tổ chức quân đội của Nhật Bản, được huấn luyện bởi các sĩ quan Đức và trang bị vũ khí của Đức. Cùng lúc đấy, tại Lưỡng Giang, Trương Chi Động cũng thành lập một đội Tân quân với tên gọi Tự Cường quân, cũng được huấn luyện và trang bị theo phương pháp Tây phương, phân thành bộ binh, kỵ binh, pháo binh, công binh, tổng cộng 13 doanh.
Ngày 8 tháng 12 năm 1895, để thưởng công đã tiết lộ âm mưu chính biến của phe Duy tân, Thái hậu Từ Hi đã bổ nhiệm Viên Thế Khải làm Bắc Dương Đại thần. Tự Cường quân cũng được hợp nhất vào Tân kiến lục quân. Từ đó, thuật ngữ "Bắc Dương quân" bắt đầu được dùng để chỉ các đội quân chính quy do Viên Thế Khải và võ quan xuất thân từ Hoài quân hoặc tốt nghiệp từ Bắc Dương võ bị học đường, chỉ huy. Đội quân này trở thành nòng cốt của Tân quân và phát triển nhanh chóng lên hơn 2 vạn binh sĩ. Bên cạnh đó, Viên cũng cho thành lập trường huấn luyện sĩ quan tại Thiên Tân, đào tạo các chỉ huy tương lai cho Tân quân.
Tháng 2 năm 1905, Viên Thế Khải tấu thỉnh Thanh triều thống nhất toàn quốc lực lượng Tân quân, đề xuất biên chế lục quân thường trực thống nhất theo mô hình của Tân quân Bắc Dương do ông ta chỉ huy. Năm 1907, nhà Thanh thành lập Bộ Lục quân, dự kiến biên chế các đội quân thường trực trên toàn quốc thành 36 trấn. Tuy nhiên, đề án đó không bao giờ có thể thực hiện do sự sụp đổ của nhà Thanh vào năm 1911.

## Tổ chức
Bộ chỉ huy ban đầu của Tân quân Bắc Dương, bấy giờ mang tên Tân kiến lục quân, gồm:
- Tổng biện Tham mưu doanh vụ xứ (Tham mưu trưởng): Từ Thế Xương

- Tham mưu doanh vụ xứ kiêm Giám đốc Binh quan học đường (Tham mưu phó kiêm Hiệu trưởng trường Sĩ quan): Giang Triều Tông

- Tổng biện Đốc thao doanh vụ xứ kiêm Giám đốc Bộ binh học đường (Trưởng ban Huấn luyện kiêm Hiệu trưởng trường Bộ binh): Phùng Quốc Chương

- Đề điệu Đốc thao doanh vụ xứ (Phó ban Huấn luyện): Đoàn Chi Quý
- Chỉ huy Bộ đội Đệ nhất doanh (Tiểu đoàn 1 Bộ binh): Khương Quế Đề　
- Chỉ huy Bộ đội Đệ nhị doanh (Tiểu đoàn 2 Bộ binh): Ngô Trường Thuần
- Chỉ huy Bộ đội Đệ tam doanh (Tiểu đoàn 3 Bộ binh): Lôi Chấn Xuân
- Chỉ huy Mã đội Đệ nhất doanh (Tiểu đoàn 1 Kỵ binh): Ngô Phượng Lĩnh

- Thống đái Pháo binh doanh (Trưởng ban Pháo binh) kiêm Giám đốc Pháo binh học đường: Đoàn Kỳ Thụy

- Chỉ huy Pháo đội Đệ nhất doanh (Tiểu đoàn 1 Pháo binh): [[Trương Hoài Chi

- Chỉ huy Công trình doanh kiêm Tổng giáo tập Giảng võ đường: Vương Sĩ Trân
- Chỉ huy Công trình doanh kiêm Hành doanh trung quân (Trưởng ban Tác chiến): Trương Huân
- Chỉ huy Học binh doanh (Tiểu đoàn Học viên) kiêm Đề điệu Đốc thao doanh vụ xứ: Tào Côn

Ngoài ra còn có các sĩ quan Vương Anh Giai, Trương Vĩnh Thành, Triệu Quốc Hiền, Hà Tông Liên, Lý Thuần, Trần Quang Viễn, Lý Hậu Cơ, Vương Chiêm Nguyên, Lô Vĩnh Tường, Vương Nhữ Hiền, Dương Thiện Đức, Điền Trung Ngọc, Bào Quý Khanh, Lục Kiến Chương, Điền Trung Ngọc, Chung Lân Đồng, Mã Long Tiêu, Mạnh Ân Viễn...
Năm 1905, lực lượng Tân quân Bắc Dương phát triển, được tổ chức thành 6 trấn, mỗi trấn được tổ chức theo mô hình sư đoàn của Lục quân Đế quốc Nhật Bản, với đủ bộ binh, kỵ binh, pháo binh, công binh, gồm 20 doanh, tổng số xấp xỉ 1 vạn quân.
Chỉ huy các trấn (tương đương Sư đoàn trưởng) theo thứ tự quản nhậm, nhiều người sau này nổi tiếng trong thập niên 1920.
- Đệ nhất trấn Thống chế: Phụng Sơn, Hà Tông Liên
- Đệ nhị trấn Thống chế: Vương Anh Giai, Trương Hoài Chi
- Đệ tam trấn Thống chế: Đoàn Ký Thụy, Tào Côn
- Đệ tứ trấn Thống chế: Ngô Phượng Lĩnh
- Đệ ngũ trấn Thống chế: Ngô Trường Thuần, Trương Vĩnh Thành
- Đệ lục trấn Thống chế: Vương Sĩ Trân, Triệu Quốc Hiền, Đoàn Kỳ Thụy

## Hệ thống quân hàm

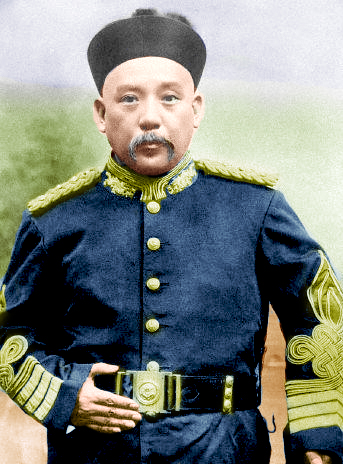
Viên Thế Khải trong quân phục Bắc Dương quân

Hệ thống quân hàm ban đầu của Tân quân Bắc Dương do Viên Thế Khải tham chiếu hệ thống đẳng cấp của Bát Kỳ, mô phỏng hệ thống quân hàm Quân đội Phổ, xây dựng thành nền tảng quân hàm hiện đại của Tân quân nhà Thanh. Một hệ thống cấp hiệu cũng được thiết kế, pha trộn ảnh hưởng của hệ thống cấp hiệu của Phổ bấy giờ.
Hệ thống cấp bậc sĩ quan gồm 3 bậc gồm Đô thống (cấp Tướng), Tham lĩnh (cấp Tá), Quân hiệu (cấp Úy). Mỗi bậc lại phân thành 3 cấp Chánh (Đại), Phó (Trung), Hiệp (Thiếu). Hạ sĩ quan phân 3 cấp: Thượng sĩ, Trung sĩ, Hạ sĩ. Binh sĩ cũng phân 3 cấp: Thượng đẳng binh, Nhất đẳng binh, Nhị đẳng binh.
Tháng 8 năm 1912, chính phủ Bắc Dương của Viên Thế Khải cải tổ và thống nhất hệ thống quân hàm trên toàn quốc, cơ bản dựa trên hệ thống quân hàm của Bắc Dương quân nhưng có loại trừ những tàn tích của chế độ Bát kỳ Lục doanh. Tuy vẫn giữ 3 bậc 9 cấp, nhưng danh xưng thay đổi thành 3 bậc thành Tướng, Hiệu, Úy; và 3 cấp trở thành Thượng, Trung, Thiếu. Bên cạnh đó, cấp bậc Chuẩn úy cũng được đặt ra. Hệ thống cấp bậc này trở thành nền tảng cho hệ thống quân hàm của Trung Hoa Dân Quốc về sau này, kể cả sau khi chính phủ Bắc Dương sụp đổ.

## Phân liệt
Cách mạng Tân Hợi năm 1911 đã dẫn đến hàng loạt cuộc nổi dậy trên khắp miền nam Trung Quốc. Những binh sĩ từng trung thành với nhà Thanh bắt đầu đào ngũ sang lực lượng cách mạng. Phiến quân đã thiết lập một chính quyền địa phương tại Nam Kinh năm 1912 do Tôn Dật Tiên đứng đầu. Phe cách mạng không đủ mạnh để đánh bại quân Bắc Dương và nếu tiếp tục chiến đấu sẽ gần như chắc chắn dẫn đến thất bại. Thay vào đó, Tôn thỏa thuận với Viên Thế Khải của quân Bắc Dương cùng lật đổ nhà Thanh và tái thống nhất Trung Quốc. Đổi lại, Viên sẽ trở thành tổng thống. Viên từ chối chuyển đến Nam Kinh và đã chọn Bắc Kinh, nơi quyền lực của ông được bảo đảm, làm thủ đô.
Phản đối việc Viên Thế Khải ngày càng độc đoán, các tỉnh miền nam đã dấy loạn năm 1913 nhưng bị quân Bắc Dương đàn áp mạnh tay. Các quan chức dân sự bị thay thế bởi các sĩ quan quân đội. Tháng 12 năm 1915, Viên thực hiện mục đích từ lâu của mình là trở thành Hoàng đế Trung Hoa. Các tỉnh phương nam lại nổi dậy một lần nữa và lần này nghiêm trọng nhất do hầu hết các tướng lĩnh Bắc Dương đã bỏ rơi Viên. Viên đã từ bỏ ngôi vị để thu phục lại tùy tướng của mình nhưng trước khi ông qua đời tháng 6 năm 1916, chính trị Trung Quốc lại lục đục. Chia rẽ Bắc-Nam còn tiếp diễn trong suốt thời kỳ quân phiệt.
| Phe phái                     | Phạm vi thế lực                                     | Quân phiệt thủ lĩnh                                                        | Quốc gia hậu thuẫn |
| Quân phiệt Trực hệ 直系军阀  | Trung hạ lưu Trường Giang và vùng Trực Lệ           | Phùng Quốc Chương, Tào Côn, Ngô Bội Phu, Tề Tiếp Nguyên, Tôn Truyền Phương | Anh, Mỹ            |
| Quân phiệt Hoàn hệ 皖系军阀  | An Huy, Chiết Giang, Sơn Đông, Phúc Kiến, Thiểm Tây | Đoàn Kỳ Thụy, Lư Vĩnh Tường                                                | Nhật Bản           |
| Quân phiệt Phụng hệ 奉系军阀 | Phụng Thiên, Hắc Long Giang, Cát Lâm                | Trương Tác Lâm, Trương Học Lương, Trương Tông Xương                        | Nhật Bản           |
| Quân phiệt Phùng hệ 冯系军阀 | Tây Bắc Trung Quốc                                  | Phùng Ngọc Tường                                                           | Liên Xô            |
| Quân phiệt Tấn hệ 晋系军阀   | Sơn Tây                                             | Diêm Tích Sơn                                                              | Nhật Bản           |